# 工藤冬里
工藤 冬里（Kudo Tori）は、日本の音楽家／陶芸家。
愛媛県在住。1970年代よりアンダーグラウンドシーンで活動。80年にアルバム『天皇』を発表。大村礼子とのNOISEを経て、不定形バンド“Maher Shalal Hash Baz”（マヘル・シャラル・ハシュ・バズ）を中心に活動を展開し、海外レーベルより多く作品を発表。国内外のフェスへの出演も多く、ジム・オルークやビル・ウェルズ、パステルズ、テニスコーツらからの信奉を得ている。

## 経歴
愛媛県出身。6歳のとき、父方の祖母に何が欲しいかと聞かれ、祖母の手のひらに指で「ピアノ」と書いた。祖母は驚いたが、祖父の森林管理事務所からの年金でピアノを買った。部屋にピアノが設置されたとき、その大きさに圧倒された。
最初に書いた曲は「山の花」であり、4歳くらいだった。14歳の頃、学校のキャンプファイヤーのために「梅の花が散り、桜の花がまだ咲いている」という曲を書き、皆で演奏した。それがMaherの始まりだったかもしれない。花についての曲は多いと述べた。
幼少よりピアノを学び、中学で松山のジャズ喫茶で演奏をしたり、着物の展示即売会のために作曲を手掛けたりして神童ぶりを発揮した。1970年代後半に上京、裸のラリーズのコンサートからの帰りの電車内で大村礼子と意気投合、盟友・角谷美知夫と共に、故・蔦木栄一が経営していたスペース「消しゴム」で演奏。 以後、並外れたバイタリティーと霊性を武器に、信じられないほど数多くのグループの結成や解散、ライヴやレコーディングへの参加.
マシンガン・タンゴ、NOISE、ガイズンドールズ、sweetinspirations、A-MUSIK、コクシネル、Che-SHIZU、等、多くのグループで活動する他、荻窪グッドマンにて、即興演奏主体のピアノ・ソロを長年行なう。 84年頃、近所に住むあまり楽器に触れたことのない人々との演奏を機に、MaherShalal Hash Baz(マヘル シャラル ハシュ バズ)を結成。現在は不特定のメンバーが参加する、特殊な形態のグループとして活動している。 多くの場合、譜面を用いながらも、偶然性やその場で生まれるアイデアを重視し、独特の和声やリズム感覚、繊細な歌声に人懐こいメロディーと相まって、聴く人に不思議な情感を抱かせる。 
2003年にはアメリカ西海岸、イギリス、スコットランドをツアーし、イギリスBBCの人気ラジオ番組"JohnPeel Sessions"に出演する。陶芸家としても知られる。プレイヤーとしての参加は、渚にて、PASTELSなど数多い。

## 人物
- 最も影響を与えた3～5人の音楽家には「ダビデ王、神農、周公、孔子、伯牙である。」と答えた。
- 人生の目的は、公園を管理し、動植物を世話することだと思っている。
- スタジオ・ポタリー運動（民芸の英国的展開）におけるリーチの同労者である故マイケル・カーデューの窯を訪ねた時、彼の息子がコーネリアス・カーデュー（作曲家。論文「シュトックハウゼンは帝国主義に奉仕する」で知られる）だということを教えられ、自分がなぜいまここにいるのか、という、ウィリアム・モリスから続く自分の血の文脈が突然明瞭になってしまって立ち尽くしたことがあった[3]。